# 조숙 진탁
조숙 진탁(曹叔 振鐸)의 성은 희(姬), 이름은 진탁으로, 서주 문왕의 아들이자 서주 무왕의 동모제이다. 무왕이 상나라를 멸망시킨 뒤, 숙진탁을 조나라에 봉하고 도구(陶丘, 현재의 산둥성 定陶县 서남쪽)에 수도를 세워주었다. 조나라가 멸망한 뒤 후세의 자손들이 조(曹)를 성으로 하였다.